# アルプレノロール
アルプレノロール(Alprenolol)またはアルフェプロール(Alfeprol)は、5-HT1A受容体のアンタゴニストであるとともに、非選択的交感神経β受容体遮断薬である。狭心症の治療に用いられる。アストラゼネカではもはや売られていないが、他の製薬会社やジェネリックで入手可能である。

## 効能・効果
狭心症、頻脈性不整脈

## 禁忌
- 気管支喘息、気管支痙攣のおそれのある患者
- 糖尿病性ケトアシドーシス、代謝性アシドーシスのある患者
- 高度の徐脈（著しい洞性徐脈）、房室ブロック（II、III度）、洞房ブロックのある患者
- 心原性ショックの患者
- 肺高血圧による右心不全のある患者
- 鬱血性心不全のある患者
- 未治療の褐色細胞腫の患者
- 妊婦または妊娠している可能性のある婦人

## 副作用
アルプレノロールで起こり得る重大な副作用は、鬱血性心不全と血小板減少である。